# Гран-при Импанис–Ван Петегем
Гран-при Импанис-Ван Петегем (нидерл. Grote-Prijs Impanis-Van Petegem) или по спонсору Примус Классик (нидерл. Primus Classic) — шоссейная однодневная велогонка, ежегодно проводящаяся в бельгийской провинции Фламандский Брабант.

## История
Велогонка впервые состоялась в 1982 году в коммуне Кампенхаут как Гран-при Раймонда Импаниса (Grote-Prijs Raymond Impanis) в честь об известном бельгийском велогонщике середины XX века Раймонде Импанисе. C 1995 по 2004 год гонка не проводилась и только в 2005 году была возобновлена для юниоров.
В 2009 и 2010 годах гонка проходила в середине мая, а участие в ней принимали любители.
В 2011 году однодневка снова стала профессиональным соревнованием, войдя в календарь UCI Europe Tour под категорией 1.2. Её название было изменено на нынешнее, чтобы почтить ещё одного бельгийского велогонщика Петера Ван Петегема. Местом старта стал родной город Ван Петегема Бракел, а финиша — Хахт, подле Кампенхаута.
В 2013 году официальное название гонки было изменено на Примус Классик — бренда пива Пивоваренного завода Хахта, который стал главным спонсором гонки и у ворот которого сейчас находится финишная линия.
В 2012 году рейтинг гонки повысили до 1.1, а в 2015 — до 1.HC.

## Призёры

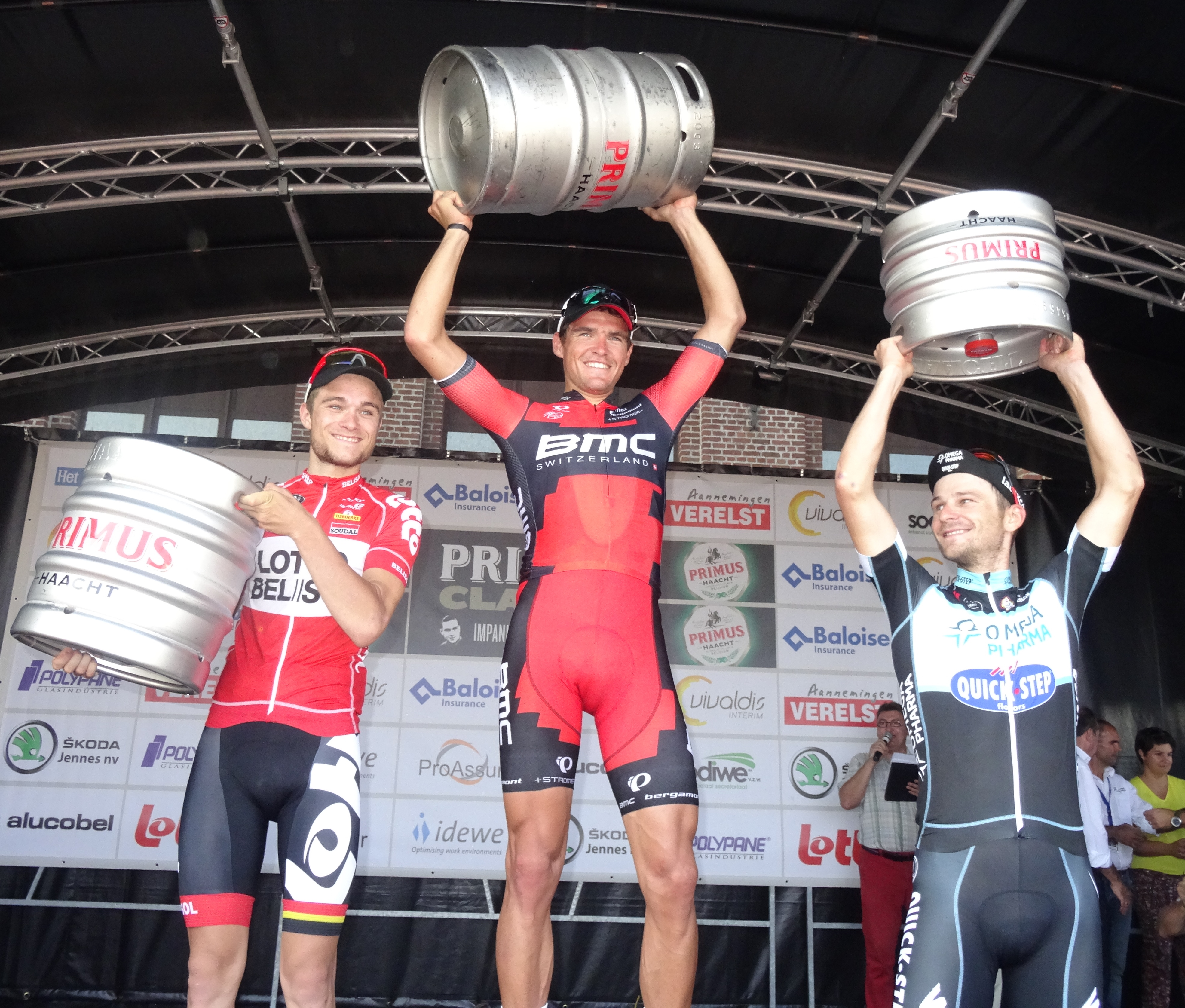
Подиум 2014 года: Тош Ван дер Санде (2), Грег Ван Авермат (1) и Михал Голась (3).

| Год                             | Победитель        | Второй             | Третий              |
| ------------------------------- | ----------------- | ------------------ | ------------------- |
| Grote-Prijs Raymond Impanis     |                   |                    |                     |
| 1982                            | Виллем Петерс     | Гвидо Ван Свевельт | Ад ван ден Хук      |
| 1983                            | Людо Петерс       | Хенри Мандерс      | Патрик Верслёйс     |
| 1984                            | Ад Вейнандс       | Тёйн ван Влит      | Этьен Де Вилде      |
| 1985                            | Йелле Нейдам      | Йос Ликкенс        | Дирк Демол          |
| 1986                            | Аллан Пейпер      | Виллем Вейнант     | Ив Годимюс          |
| 1987                            | Паул Хагедорен    | Людо Гисбертс      | Гертс Вандевалле    |
| 1988                            | Стефан Ходж       | Йохан Мюзеув       | Стефан Ракерс       |
| 1989                            | Эрик Вандерарден  | Этьен Де Вилде     | Карло Боманс        |
| 1990                            | Вибрен Венстра    | Уве Раб            | Стив Бауэр          |
| 1991                            | Вибрен Венстра    | Йохан Капиот       | Майкл Корнелиссе    |
| 1992                            | Луис де Конинг    | Херман Фрисоль     | Данни Ван Лой       |
| 1993                            | Фил Андерсон      | Вячеслав Екимов    | Роб Хармелинг       |
| 1994                            | Карло Боманс      | Йохан Мюзеув       | Адри ван дер Пул    |
| 1995- 2008                      | не проводилась    | не проводилась     | не проводилась      |
| 2009                            | Максим Дебюшер    | Джегори Йозеф      | Юрген Франсуа       |
| 2010                            | Юри Клаверт       | Йо Мас             | Нилс Ренвут         |
| Grote-Prijs Impanis-Van Petegem |                   |                    |                     |
| 2011                            | Сандер Кордел     | Мартен Крагс       | Кирилл Поздняков    |
| 2012                            | Андре Грайпель    | Кевин Иста         | Кевин Петерс        |
| 2013                            | Сеп Ванмарке      | Питер Венинг       | Жером Бонье         |
| 2014                            | Грег Ван Авермат  | Тош Ван дер Санде  | Михал Голась        |
| 2015                            | Шон Де Би         | Димитри Клайс      | Флорис Гертс        |
| 2016                            | Фернандо Гавирия  | Тимоти Дюпон       | Максимилиано Ричезе |
| 2017                            | Маттео Трентин    | Жан-Пьер Дрюккер   | Андре Грайпель      |
| 2018                            | Тако ван дер Хорн | Хюб Дёйн           | Фредерик Фрисон     |